# Jezerca-hegy
A Jezerca-hegy (albán Maja e Jezercës) hegycsúcs Albániában. Ez a Prokletije (Albán-Alpok), és egyben a Dinári-hegység legmagasabb pontja. Magassága 2694 m.

## Neve
Szláv eredetű nevének jelentése ’Tó-hegy’, amit a körülötte található hegyi tavakról kapott.
Ma az északi völgykatlan neve Bun i Jezercës.

## Fekvése
Albánia északi részén, mindössze 5 km-re délre a montenegrói határtól, keleten a Valbona-, nyugaton a Shala-völgyek között fekszik. 

## Leírása

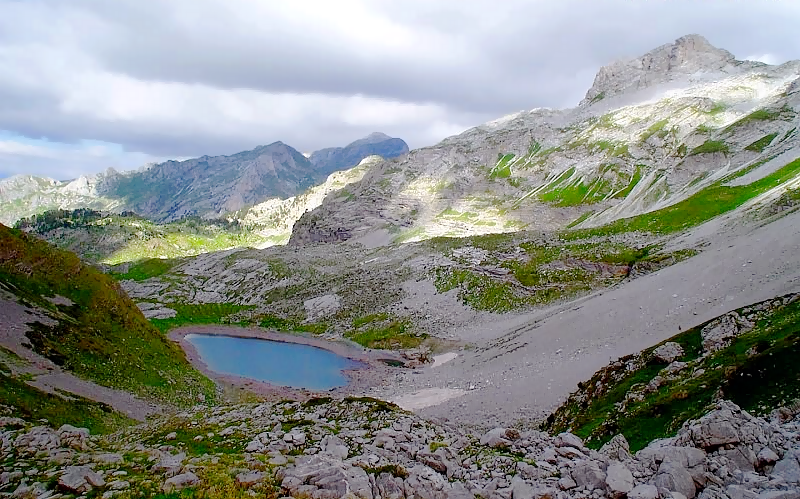
Tó a Jezerca csúcsán

A Jezerca egy hatalmas, sziklás csúcs, szinte semmi vegetáció nem található rajta. 
Határos más csúcsokkal is, mint a Maja Popluks (2569 méter) és a Maja e Ali (2471 méter) a nyugati, a Maja Rrogamit (2478 méter) keletre, Maja Kolajet (2498 méter), Maja Malësores (2490 méter) és a Maja Bojes (2461 méter), az északnyugati és a Maja e Kokerhanës (2508 m) és Maja Etheve (2393 méter) északon.
Két nemzeti park területén fekszik: a Thethinek és a Valbona-völgyinek.

## Első megmászói
1929. július 26-án  Sleeman, Elmslie és Ellwood brit hegymászók érték el először a csúcsát. Korábban még ugyanebben az évben néhány olasz is felmászott a hegyre, és építettek itt egy kőhalmot.

## Külső hivatkozások
- Jezercë – Szép kilátás.blog.hu, 2013. november 10.

### Filmek
- Maja Jezercë – YouTube-videó
- Maja Jezercë – YouTube-videó
- Maja Jezercë – YouTube-videó